# ギヨーム・レステ
ギヨーム・レステ（Guillaume Restes、2005年3月11日 - ）は、フランス・トゥールーズ出身のサッカー選手。リーグ・アン・トゥールーズ所属。ポジションはGK。

## クラブ経歴
当時6歳だった2011年にトゥールーズFCの下部組織へ入団し、2021年7月26日、クラブと自身初のプロ契約を結んだ。プロ契約後すぐに同クラブが輩出したアルバン・ラフォンと比較され始め、2023-24シーズンのプレシーズンではトップチームに帯同するようになった。
2023-24シーズン開幕前にクラブの正GKであったマクシム・デュペがRSCアンデルレヒトへ移籍すると、2023年8月13日、プロ1シーズン目かつ18歳ながらリーグ・アンのFCナント戦にて、開幕スタメンの座を掴んだ。

## 代表経歴
2021年からフランスの世代別代表へ招集されている。

## タイトル

### 代表
U-23フランス代表
- パリオリンピック銀メダル: 2024